# Communauté de communes Val de Meuse-Voie Sacrée
Die Communauté de communes Val de Meuse-Voie Sacrée (offizielle Schreibweise: Communauté de communes Val de Meuse - Voie Sacrée) ist ein französischer Gemeindeverband mit der Rechtsform einer Communauté de communes im Département Meuse in der Region Grand Est. Sie wurde am 5. Oktober 2016 gegründet und umfasst 25 Gemeinden. Der Verwaltungssitz befindet sich im Ort Dieue-sur-Meuse.

## Historische Entwicklung
Der Gemeindeverband entstand mit Wirkung vom 1. Januar 2017 durch die Fusion der Vorgängerorganisationen
- Communauté de communes du Val de Meuse et de la Vallée de la Dieue und
- Communauté de communes Meuse-Voie Sacrée.[3]

## Mitgliedsgemeinden
| Gemeinde                                        | Einwohner 1. Januar 2022 | Fläche km² | Dichte Einw./km² | Code INSEE | Postleitzahl |
| ----------------------------------------------- | ------------------------ | ---------- | ---------------- | ---------- | ------------ |
| Ambly-sur-Meuse                                 | 241                      | 6,34       | 38               | 55007      | 55300        |
| Ancemont                                        | 525                      | 13,30      | 39               | 55009      | 55320        |
| Belrupt-en-Verdunois                            | 541                      | 9,40       | 58               | 55045      | 55100        |
| Dieue-sur-Meuse                                 | 1.452                    | 15,78      | 92               | 55154      | 55320        |
| Dugny-sur-Meuse                                 | 1.262                    | 19,25      | 66               | 55166      | 55100        |
| Génicourt-sur-Meuse                             | 293                      | 7,99       | 37               | 55204      | 55320        |
| Heippes                                         | 83                       | 10,48      | 8                | 55241      | 55220        |
| Julvécourt                                      | 59                       | 8,70       | 7                | 55260      | 55120        |
| Landrecourt-Lempire                             | 223                      | 14,63      | 15               | 55276      | 55100        |
| Lemmes                                          | 236                      | 11,05      | 21               | 55286      | 55220        |
| Les Monthairons                                 | 326                      | 12,22      | 27               | 55347      | 55320        |
| Les Souhesmes-Rampont                           | 321                      | 21,80      | 15               | 55497      | 55220        |
| Nixéville-Blercourt                             | 502                      | 19,54      | 26               | 55385      | 55120        |
| Osches                                          | 59                       | 9,14       | 6                | 55395      | 55220        |
| Rambluzin-et-Benoite-Vaux                       | 86                       | 18,42      | 5                | 55411      | 55220        |
| Récourt-le-Creux                                | 68                       | 14,43      | 5                | 55420      | 55220        |
| Rupt-en-Woëvre                                  | 282                      | 17,05      | 17               | 55449      | 55320        |
| Saint-André-en-Barrois                          | 61                       | 9,33       | 7                | 55453      | 55220        |
| Senoncourt-les-Maujouy                          | 100                      | 14,94      | 7                | 55482      | 55220        |
| Sommedieue                                      | 959                      | 33,63      | 29               | 55492      | 55320        |
| Souilly                                         | 426                      | 26,59      | 16               | 55498      | 55220        |
| Tilly-sur-Meuse                                 | 277                      | 13,69      | 20               | 55512      | 55220        |
| Vadelaincourt                                   | 77                       | 5,44       | 14               | 55525      | 55220        |
| Ville-sur-Cousances                             | 139                      | 9,59       | 14               | 55567      | 55120        |
| Villers-sur-Meuse                               | 284                      | 7,30       | 39               | 55566      | 55220        |
| Communauté de communes Val de Meuse-Voie Sacrée | 8.882                    | 350,03     | 25               | –          | –            |